# 加藤衛
加藤 衛（かとう まもる、1914年11月9日 - 1992年3月19日）は、ドイツ文学者、演劇評論家、劇作家。
1939年上智大学卒業。ドイツ文学専攻、東京水産大学助教授、横浜市立大学教授を務め、演劇評論のほか劇作・上演も行い、横浜演劇研究所所長を務めた。
ほか、1948年に湘南工業短期大学の前身とされる湘南工業専門学校の教員にも就任している。

## 著書
- 演劇の本質 白鷺書房 1948
- モノローク ひとりごと15年 横浜演劇研究所 1968 (よこはま演劇叢書)
- 戦後横浜のアマチュア演劇 横浜市教育委員会 1969 (横浜の文化)
- モノローク ひとりごと15年 2 横浜演劇研究所 1982.8 (よこはま演劇叢書)
- 秋 加藤衛脚本集 横浜演劇研究所 1984.11 (よこはま演劇叢書)

(秋 現代日本戯曲大系 第3巻 三一書房 1971)

## 編纂
- アマチュア高校演劇脚本集 1-2集 宝文館出版 1965-66
- 日本戯曲総目録 1880-1980 横浜演劇研究所 1985.12

## 翻訳
- たのしいぶどう山 カール・ツックマイヤー 現代世界戯曲選集 第2 白水社 1953
- 下宿人 ベロック・ローンズ 早川書房 1954 (世界探偵小説全集)
- ケペニックの大尉さん(ツックマイヤー) ヒオプ・プレトリウス医学博士(C.ゲッツ) ドン・ファン(マックス・フリッシュ 現代世界戯曲選集 第10 白水社 1954
- ミシシッピー氏の結婚(フリードリヒ・デュレンマット 現代世界戯曲選集 第12 白水社 1954
- カルラールのおかみさんの銃(ベルトルト・ブレヒト 現代世界戯曲選集 第7 白水社 1954
- スタニスラフスキイ読本 ガイラルト 未来社 1955
- 海の底の六人(コットマン 学生演劇戯曲集 第3集 早川書房悲劇喜劇編集部編 早川書房 1955
- メキシコへ行こうと思ったら L・ノイハウス 世界少年少女文学全集 50 創元社 1956
- 天使が二人天降る ギュンター・ヴァイゼンボルン 白水社 1956 (現代海外戯曲)
- 万引女の靴 E・S・ガードナー 早川書房 1956 (世界探偵小説全集)
- オフリミット / ハンス・ハーベ 一橋書房 1957
- スタニスラフスキー・ゼミナール / ガイヤール 未来社 1957 (てすぴす叢書)
- 屠殺場の聖なるヨハンナ ブレヒト戯曲選集 第1巻 白水社 1958
- セチュアンの善人 ブレヒト戯曲選集 第3巻 白水社 1962
- 加藤衛一幕物集 翻訳篇 第1 横浜演劇研究所 1965 (よこはま演劇叢書)
- 悪魔の将軍(C.ツックマイヤー 現代世界演劇 16 白水社 1972
- 大どろぼうホッツェンプロッツ 学校劇 オトフリート=プロイスラー 偕成社 1982.5

## 参考
- 著書の略歴